# Torreornis inexpectata
Torreornis inexpectata é uma espécie de ave passeriforme endêmica do pântano de Zapata e de outras localidades em Cuba. É o único membro do gênero Torreornis.